# 西基翁
西基翁（希臘語：Σικυώνα）是希腊伯罗奔尼撒大区科林西亚专区的市镇，行政中心为基阿通镇。市镇面积为602.5平方公里，2021年人口数量为21,187人。西基翁的名称来自位于此地的希腊古城西库翁。
此市镇设立于2011年地方政府改革中，由原3个市镇合并而成，原市镇则成为新市镇的3个市区。西基翁市区（即原西基翁市镇）的面积为171.268平方公里，2021年人口数量为17,962人。

## 人口数据
| 年份 | 同名市区 | 同名市镇 |
| ---- | -------- | -------- |
| 1991 | 18,316   | -        |
| 2001 | 19,455   | -        |
| 2011 | 19,025   | 22,794   |
| 2021 | 17,962   | 21,187   |